# Gaston Tissandier

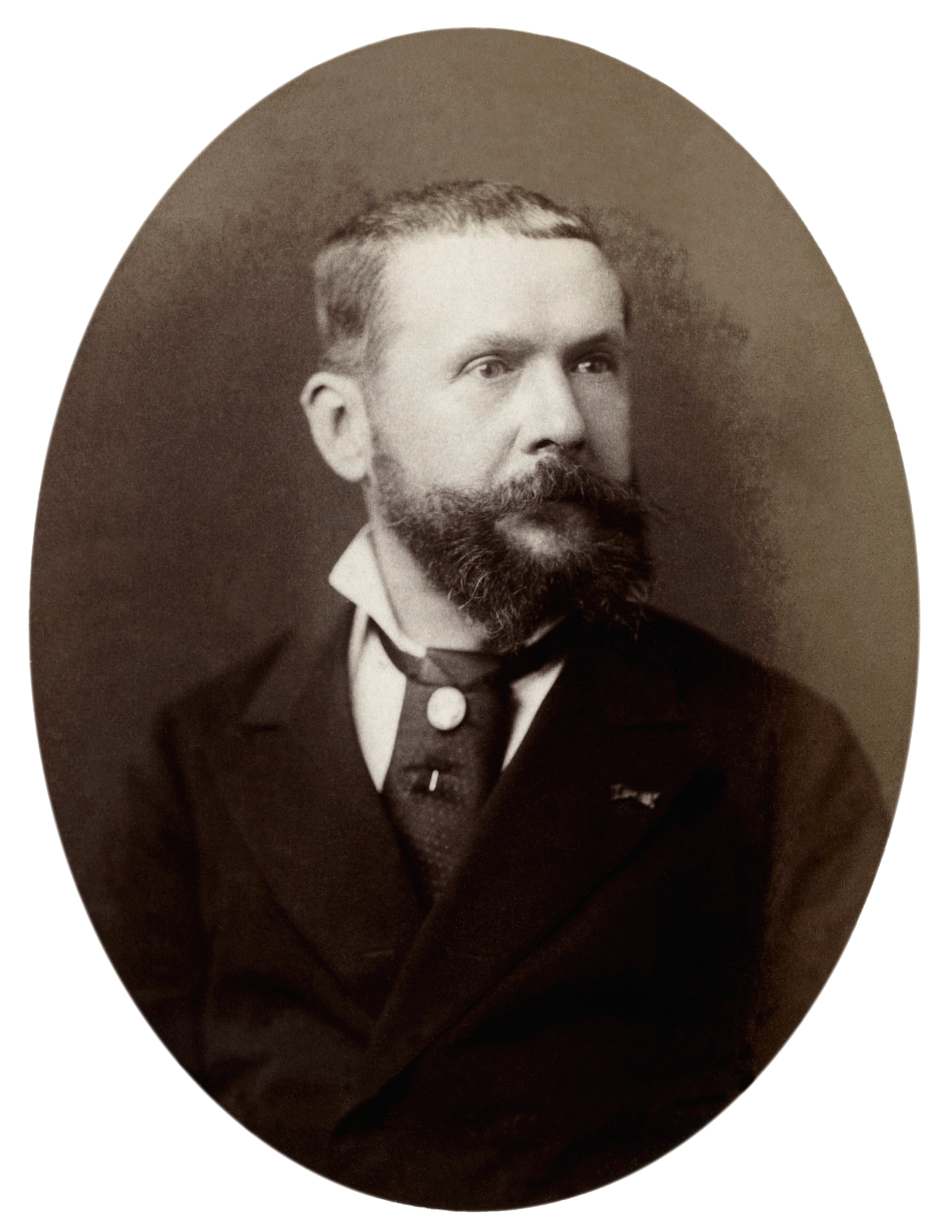
Gaston Tissandier

Gaston Tissandier (ur. 21 listopada 1843 w Paryżu, zm. 30 sierpnia 1899 tamże) – francuski chemik, meteorolog, wydawca i pionier aeronautyki. W 1875 wzleciał balonem na wysokość 8600 m. W 1883 zbudował sterowiec z silnikiem elektrycznym.